# Goerodes speculifer
Goerodes speculifer är en nattsländeart som först beskrevs av Matsumura 1907.  Goerodes speculifer ingår i släktet Goerodes och familjen kantrörsnattsländor. Inga underarter finns listade i Catalogue of Life.